# Monserrat (Buenos Aires)
Monserrat é um dos bairros da cidade de Buenos Aires, capital da Argentina. Pertencente à Comuna 1, o bairro possui uma área de 2,20 km² e tinha uma população de 39.914 habitantes em 2010, sendo 18.940 homens e 20.974 mulheres.
O bairro concentra alguns dos mais importantes prédios públicos de Buenos Aires, entre eles a sede da prefeitura local, a Câmara Legislativa da cidade, a Casa Rosada, o Colegio Nacional de Buenos Aires e o Edifício Libertador.

## Infraestrutura

### Transportes

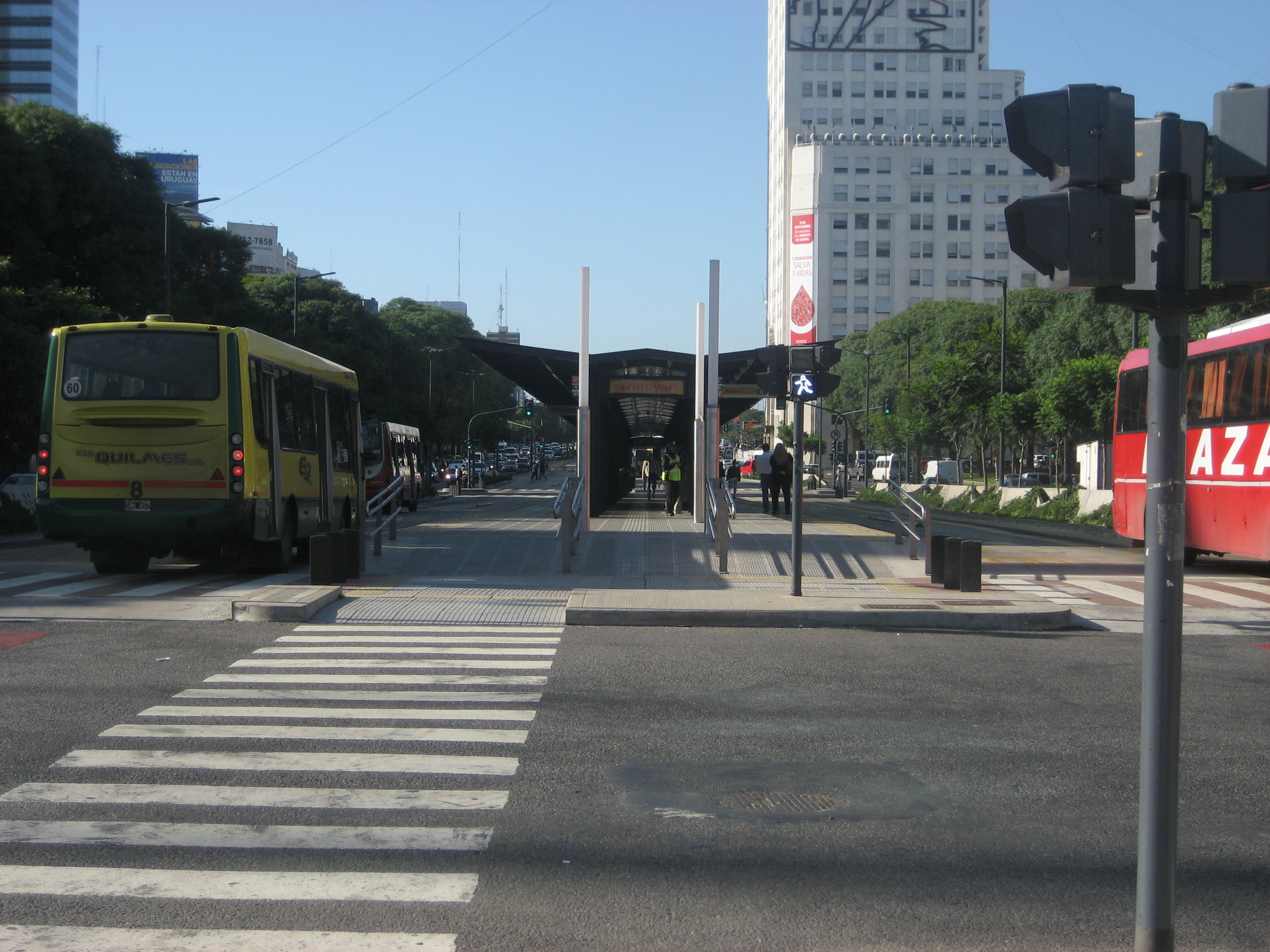
Parada Hipólito Yrigoyen do Metrobus de Buenos Aires.

O bairro de Monserrat é cortado de norte a sul pela Avenida 9 de Julho, a principal avenida de Buenos Aires. Ao longo do trecho desta avenida que passa pelo bairro, estão situadas as seguintes paradas do Corredor 9 de Julio do Metrobus de Buenos Aires: Hipólito Yrigoyen, Adolfo Alsina, Belgrano, Venezuela, México e Chile. Outras vias importantes de Monserrat são: a Avenida Belgrano, que corta o bairro de oeste a leste; a Avenida Rivadavia, que delimita o bairro a norte; a Avenida Independencia, que delimita o bairro a sul; a Avenida Entre Ríos, que delimita o bairro a oeste; a Avenida Ingeniero Huergo, que delimita o bairro a leste; a Avenida Paseo Colón, uma via que tem início no Parque Colón; a Avenida Presidente Julio Argentino Roca, que liga a Plaza de Mayo à Avenida Belgrano; e a Avenida de Maio, que começa na Praça do Congresso e termina na Plaza de Mayo.
Além das paradas do Metrobus e de diversas linhas de ônibus, Monserrat é atendido pelas seguintes estações do Metro de Buenos Aires, que atendem às linhas A, C e E do sistema:
- Avenida de Mayo
- Belgrano
- Bolívar
- Congresso
- Lima
- Moreno
- Perú
- Piedras
- Plaza de Mayo
- Sáenz Peña

## Edifícios

### Igrejas

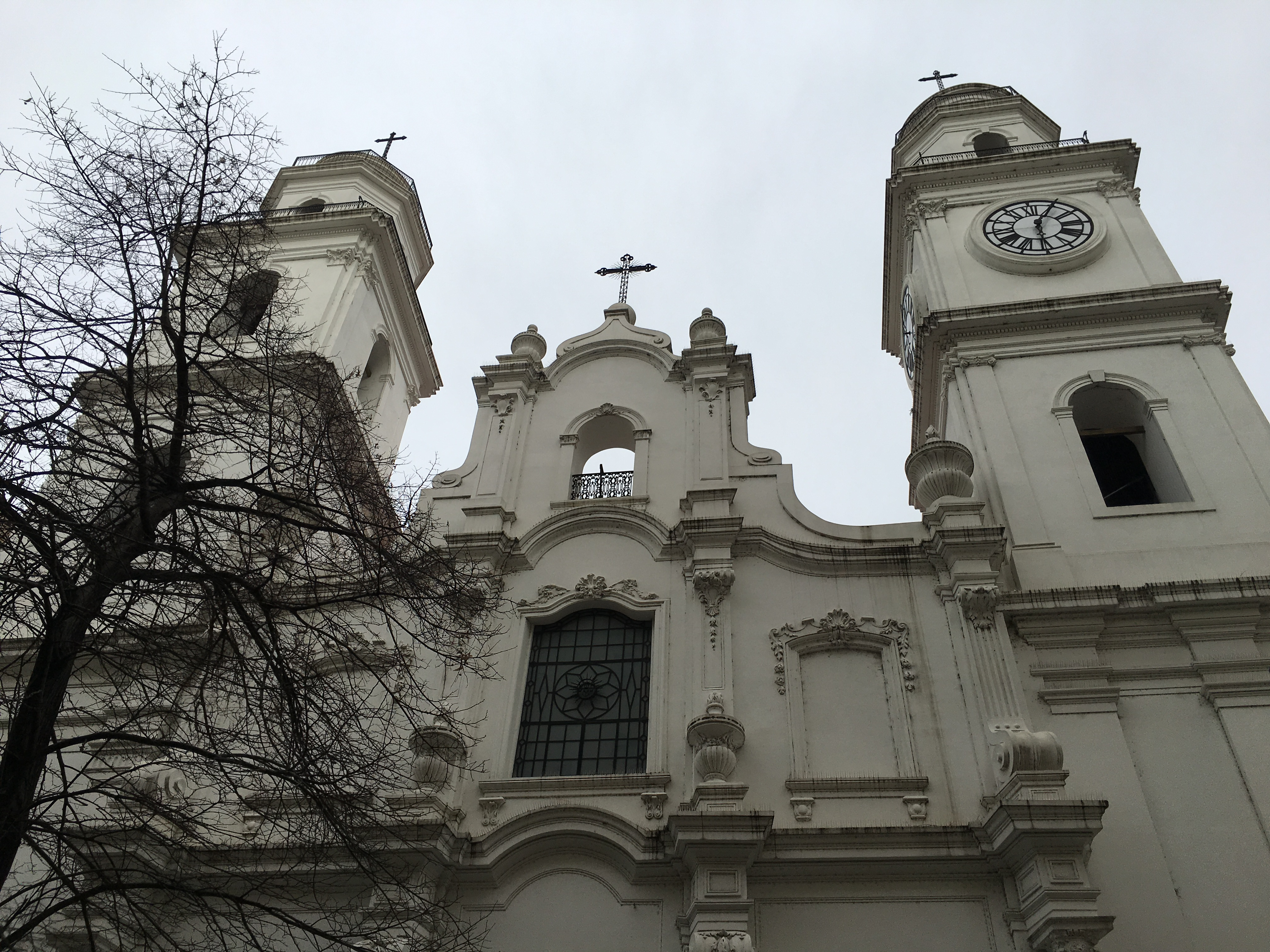
Fachada da Igreja de Santo Inácio em 2016.

Em Monserrat, situam-se os seguintes templos católicos: a Basílica de São Francisco de Assis, uma igreja neobarroca inaugurada no dia 25 de março de 1754; a Igreja de Nossa Senhora de Monserrat, projetada pelo arquiteto Antonio Masella; a Igreja de Santo Inácio, inaugurada em 1722 e consagrada em 1734; e a Igreja de São João Batista, cuja atual edificação data de 1797.

### Palácios

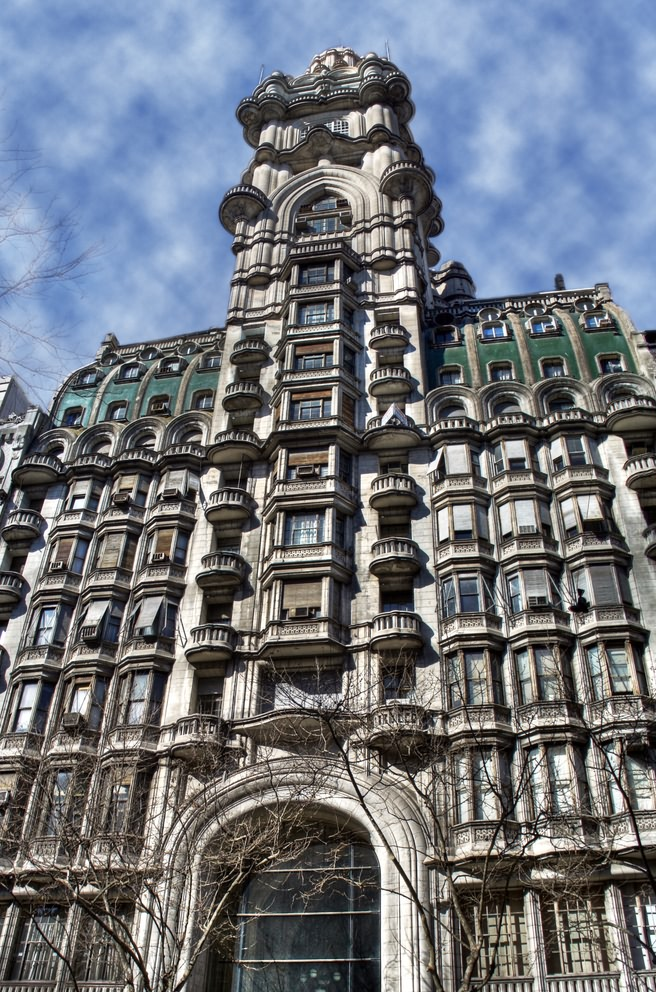
Fachada do Palacio Barolo em 2006.

Em frente à Plaza de Mayo, situada-se a Casa Rosada, sede do Poder Executivo da República Argentina. Inaugurada em 1898, durante o segundo mandato do presidente argentino Julio Argentino Roca, a casa também abriga o Museu Casa Rosada, onde são expostas peças que pertenceram a ex-presidentes argentinos.
Na Avenida de Maio, nas proximidades da Estação Sáenz Peña, localiza-se o Palacio Barolo, um edifício que abriga escritórios. Inaugurado em 1923, o palácio foi projetado pelo arquiteto Mario Palanti. O edifício, que possui 22 andares e 2 subsolos, possui diversas analogias e referências ao poema A Divina Comédia, obra de Dante Alighieri.
Outros palácios situados em Monserrat são: o Palacio Dassen, um edifício residencial de 1914 projetado pelo arquiteto Alejandro Christophersen e pelo matemático Claro Cornelio Dassen; o Palacio de Hacienda, situado ao lado da Casa Rosada e sede de diversos ministérios da República Argentina; o Palacio de la Legislatura de la Ciudad de Buenos Aires, sede da Legislatura da Cidade de Buenos Aires; o Palacio Municipal de la Ciudad de Buenos Aires, que foi até 2015 sede do Governo da Cidade de Buenos Aires; o Palacio Raggio, que atualmente abriga estabelecimentos comerciais, apartamentos e oficinas; o Palacio Rams, um edifício residencial projetado pelo engenheiro inglês Edward Taylor; e o Palacio Vera, um dos mais importantes edifícios pertencentes ao estilo art nouveau austríaco localizado em Buenos Aires.

## Espaços públicos e monumentos

### Espaços públicos

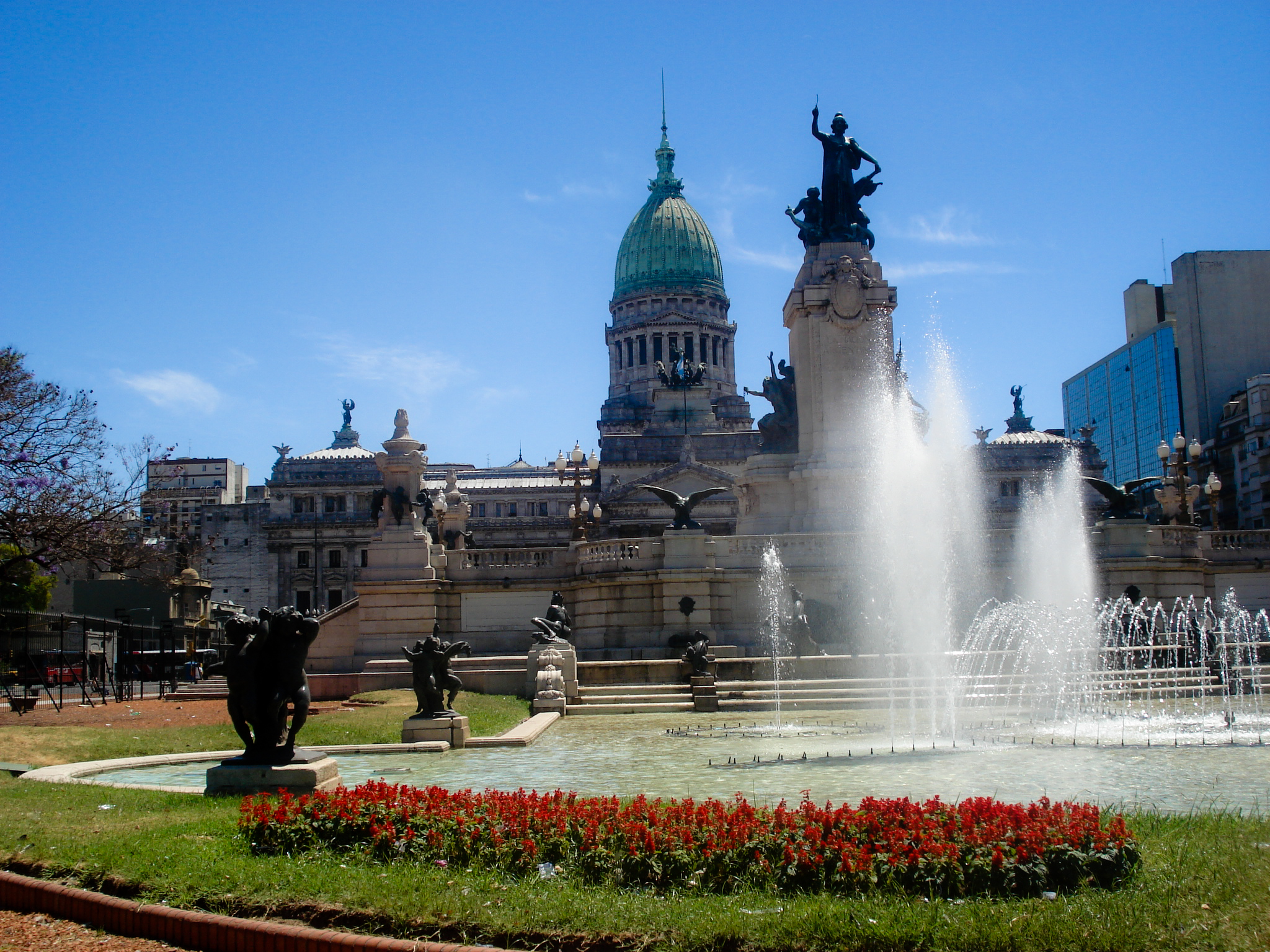
Praça do Congresso; ao fundo, o Palácio do Congresso da Nação Argentina.

Nas laterais do trecho da Avenida 9 de Julho que passa por Monserrat, estão situadas as seguintes praças, em sua maioria arborizadas: a Praça Província de Misiones; a Praça Província de Mendoza; a Praça Província de La Rioja; a Praça Província de La Pampa; a Praça Província de Jujuy; a Praça Província de Formosa; a Praça Província de Entre Ríos; a Praça Província de Chubut; e a Praça Província de Chaco. Os nomes destes logradouros foram dados em homenagem a algumas das províncias da Argentina.
Nas imediações do Palácio do Congresso da Nação Argentina, estão localizadas três praças: a Praça do Congresso; a Praça Mariano Moreno; e a Praça Lorea. Já no entorno da Casa Rosada, existem dois espaços públicos de convivência: a Plaza de Mayo, cujo nome é uma referência à Revolução de Maio, ocorrida em 1810 e que foi a primeira revolta bem sucedida no processo de independência de alguns países da América do Sul; e o Parque Colón. Na Avenida Paseo Colón, ficam outras duas praças: a Praça das Armadas "Exército Argentino"; e a Praça General Agustín Pedro Justo.

## Cultura

### Museus

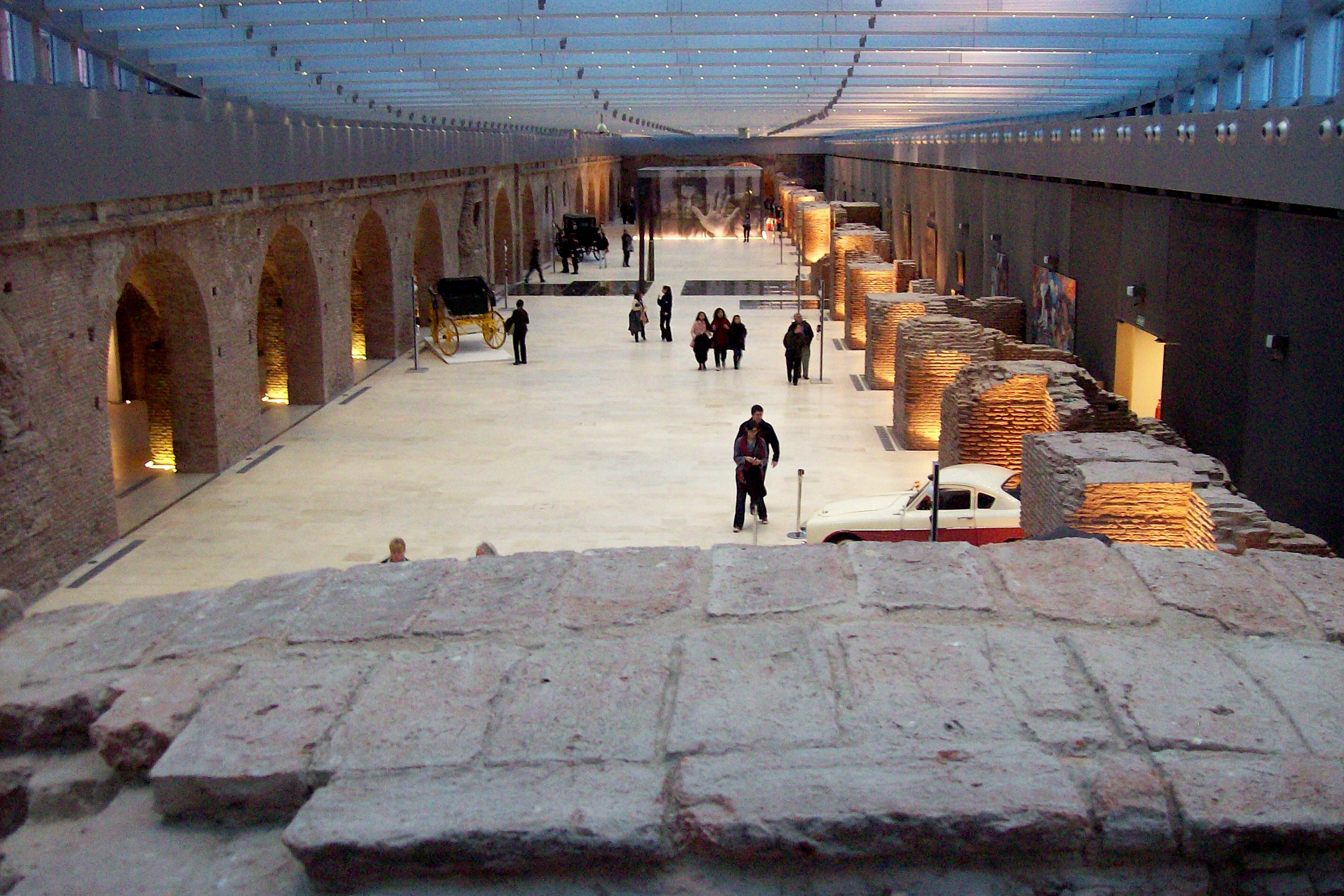
Interior do Museu Casa Rosada.

Anexo à Casa Rosada, funciona o Museu Casa Rosada, inaugurado em 24 de maio de 2011. Funciona nas galerias históricas que pertenciam à Aduana Nueva, o primeiro edifício público de grande volume construído em Buenos Aires. Neste museu, são expostos mais de 10 mil peças históricas que pertenceram a diversos presidentes argentinos. O espaço também contém fotografias, pinturas e materiais audiovisuais que recriam, em uma espécie de linha do tempo, os diferentes períodos históricos da Argentina.
Outro museu situado em Monserrat é o Museu Etnográfico Juan B. Ambrosetti, gerido pela Faculdade de Filosofia e Letras da Universidade de Buenos Aires. É uma instituição dedicada à pesquisa, divulgação e conservação do patrimônio histórico e antropológico a partir da perspectiva dos processos sociais e do respeito à pluralidade cultural. O museu possui vastas coleções relacionadas à arqueologia, etnografia e antropologia física.
Outros museus localizados no bairro são: o Museu da Cidade, onde é compilada a história da cidade de Buenos Aires no que se refere aos habitantes, aos costumes, à arquitetura e às experiências de porteños e de turistas na capital argentina; o Museu da AFIP, onde é apresentado ao público a história da administração tributária da Argentina; e o Museu do Antigo Recinto do Congresso Nacional.